# الحشرات العاشقات
الحشرات العاشقات هو فيلم كرتوني قصير من مجموعة السيمفونيات السخيفة لشركة ديزني . تم إصداره عام 1932 ، وكانت هذه السيمفونية الأخيرة الذي تم تصويرها بالأبيض والأسود.

## القصة
تدور احداث الفيلم عن كرنفال يتكون من حشرات تخرج من النفايات. يشتمل الكرنفال على عجلة فيريس مكونة من إطار ودواسات الدراجة ، ومزلقة مكونة من الأنبوبة ،والكاروسيل المكون من اسطوانة فونغراف.

## وصلات خارجية
- الحشرات العاشقات على موقع IMDb (الإنجليزية)
- الحشرات العاشقات على موقع ألو سيني (الفرنسية)
- الحشرات العاشقات على موقع فيلمافينيتي (الإسبانية)
- الحشرات العاشقات على موقع قاعدة بيانات الفيلم (الإنجليزية)
- الحشرات العاشقات على موقع ليتربوكسد (الإنجليزية)
- الحشرات العاشقات على موقع كينوبويسك (الروسية)